# Дњепарско-карпатска офанзива
Дњепарско–карпатска офанзива (руски: Днепровско-Карпатская Операция, Dneprovsko-Karpatskaya Operatsiya), позната у совјетским историјским изворима и као ослобођење десне обале Украјине (руски: Освобождение Правобережной Украины, Osvobozhdeniye Pravoberezhnoy Ukrainy), била је стратешка офанзива коју су извели совјетски 1., 2., 3. и 4. украјински фронт, заједно са 2. белоруским фронтом, против немачке групе армија Југ, армијске групе А и елемената групе Армија Центар, а бориле се од краја децембра 1943. до почетка маја 1944. године. Борбе на десној обали Украјине и на Криму биле су најважнији догађај зимско-пролећне кампање на Источном фронту 1944. године.
Састојећи се од читавог низа тесно повезаних операција, циљ ове офанзиве је био да се Вермахтова група армија Југ подели и да се немачко-румунско-мађарске снаге очисте са већине украјинских и молдавских територија, које су биле под силама Осовине. Била је то једна од највећих офанзива Другог светског рата, која се протезала на фронту од 1.200 km (750 mi) до дубине од 450 km (280 mi) и укључивала је скоро 3.500.000 војника са обе стране.
У току операције, 20 дивизија Вермахта је било уништено, расформирано или је била потребна велика реконструкција, док је још 60 дивизија смањено на 50% своје снаге. Још гори су били губици опреме, на хиљаде драгоцених тенкова, јуришних топова, артиљерије и камиона који су изгубљени, углавном због њиховог напуштања у пролећном блату. Према речима немачког генерала Курта фон Типелскирча, ово је био највећи пораз Вермахта од Стаљинграда.
Као резултат ове стратешке офанзиве, Вермахтова група армија Југ била је подељена на два дела – северно и јужно од Карпата. Северни део је потиснут назад у Галицију (Пољска), док је јужни део потиснут назад у Румунију. Северни део је преименован у групу армија Северна Украјина, док је јужни део преименован у групу армија Јужна Украјина, која је била на снази од 5. априла 1944, иако је веома мали део Украјине остао у немачким рукама. Током ове офанзиве Црвена армија је први пут стигла до предратне државне границе СССР-а јуна 1941. године, након чега је борбу пребацила на пољску и румунску територију.
Због пораза Вермахта, Хитлер је сменио команданта групе армија Југ Ериха фон Манштајна и команданта групе армија А Евалда фон КлајстаHitler а на њихова места поставио Валтера Модела и Фердинанда Шернера. Ова офанзива означила је крај Манштајнове и Клајстове каријере у Вермахту.
Да би сачувала свој јужни сектор од потпуног колапса, немачка врховна команда је била принуђена да пребаци 8 дивизија у јануару-фебруару и још 26 немачких дивизија као појачање између марта и маја из целе Француске, Немачке, Данске, Пољске, Балкана, групу армија Центар и групу армија Север до распадајућег фронта групе армија Југ. То је износило укупно 34 дивизије, 550.000 људи и најмање 1.850 тенкова, јуришних топова и самоходних противтенковских топова.
Као резултат тога, совјетска Дњепарско-карпатска офанзива играла је кључну улогу у утицају на будуће успехе савезничког искрцавања у Нормандији и совјетске операције Багратион, пошто су немачке снаге стациониране у Француској, и које су припадају групи армија Центар, биле критично ослабљене тим трансферима. Све у свему, током велике кризе у Западној Украјини, немачке снаге стациониране у Француској су 6. јуна 1944. лишене 45.827 војника и 363 тенка, јуришних топова и самоходних противтенковских топова. У међувремену, група армија Центар је 22. јуна 1944. лишена укупно 125.380 војника и 552 тенка, јуришних топова и самоходних противтенковских топова.
Совјетски успех током ове операције навео је немачку врховну команду да закључи да ће јужни сектор Источног фронта бити подручје где ће се одиграти главна совјетска летња офанзива 1944. године. Из тог разлога, немачке снаге на југу, посебно кључне тенковске дивизије, добиле су приоритет у појачањима. Слабљење групе армија Центар током пролећа 1944. и немачко ишчекивање да ће јужни сектор Источног фронта бити место главне совјетске летње офанзиве 1944. године, имало је катастрофалне последице по Немце током операције Багратион.
Ова совјетска офанзива имала је велики војно-политички ефекат на немачке савезнике из Осовине, Мађарску и Румунију. Совјетски приступ мађарским и румунским границама током ове офанзиве подстакао је лидере обе земље да траже мир са савезницима и напусте Осовину. Немци су били свесни тога и са приближавањем Совјета границама ове две земље, немачка страна је сумњала да ће обе земље следити пример Италије. Да би то спречио, Хитлер је наредио операцију Маргарете, кодно име за немачку окупацију Мађарске у марту 1944. Док су обе земље већ биле у преговорима са савезницима, оне су такође почеле да мобилишу војске да се суоче са Совјетима који су се приближавали. Како су се Совјети приближавали границама Мађарске и Румуније, обе земље су мобилисале своје пуне ресурсе и сакупиле комбиновано укупно 25 нових дивизија. Иако се ова појачања Осовине често занемарују, она су ипак представљала значајно појачање.
Ово је била офанзива у којој је по први и једини пут у историји читавог совјетско-немачког рата истовремено учествовало свих 6 совјетских тенковских армија, елитних механизованих формација Црвене армије. Слично томе, већина тенковских дивизија Вермахта стационираних на истоку била је распоређена у Украјини, која је припадала групи армија Југ. Од 30 оклопних и панцер-гренадирских дивизија које су биле на располагању крајем 1943. године, 22 су биле стациониране у Украјини.

## Позадина
Током велике битке на Дњепру у јесен 1943, која је обезбедила леву обалу или источну Украјину и пресекла немачку 17. армију на Криму, успостављено је неколико совјетских мостобрана преко десне обале реке Дњепар, који је проглашен за "Источни зид" Немаца. Ови мостобрани су проширени током новембра и децембра и постали су платформе са којих је покренута Дњепарско-карпатска офанзива.
Један од ових мостобрана са центром око Кијева био је широк до 240 км и дубок 120 км, а заузеле су га трупе 1. украјинског фронта. Други, у рејону Черкаса, Знамљанке и Дњепропетровска, био је широк до 350 км и дубок 30 до 100 км, а заузеле су га трупе 2. и 3. украјинског фронта.
У међувремену, трупе 4. украјинског фронта стигле су до доњег тока Дњепра на сектору Каховка-Цјурупинск, и одсекле су немачку 17. армију стационирану на полуострву Крим, док су такође заузеле мостобран на јужној обали Сиваша.
Трупе Севернокавкаског фронта (18. и 56. армија, 4. ваздушна армија) су почетком новембра 1943. године уз помоћ црноморске флоте и Азовске флотиле прешле Керчки мореуз и заузеле мостобран на Керчком полуострву.

## Укључене снаге и њихови планови

### Осовина
После тешког пораза у летње-јесењој кампањи 1943. године, немачке снаге су заузеле став стратешке одбране. Главна линија стратешког понашања немачких снага на совјетско-немачком фронту била је тврдоглава одбрана у циљу задржавања окупираних линија. Планове за тврдоглаву одбрану на совјетско-немачком фронту одређивали су политички и, што је најважније, економски фактори.
Држањем линија у Украјини, немачка врховна команда, пре свих Хитлер надао се да ће спречити немачке савезнике, односно Румунију, Мађарску и Бугарску, да напусте војно-политички блок Осовине. Немачки генерал Курт фон Типелскирч написао је следеће:
"Фронт се убрзано приближавао Балкану. Морамо да се забринема да ће, ако се догађаји наставе истом брзином, Румунија, Бугарска и Мађарска, упркос страху од бољшевизма, постати непоуздани савезници. Пример Италије је у том смислу био веома индикативан".
Најважнији разлог за држање десне обале Украјине био је економски. Контрола Украјине омогућила је немачком руководству да извози храну и важне стратешке сировине у Немачку. У својим одбрамбеним прорачунима, Немци су посебан значај придавали задржавању десне обале Украјине и Крима са њиховим богатим прехрамбеним ресурсима, центрима за производњу мангана око Никопоља, центрима за производњу гвоздене руде око Кривог Рога и Керча, као и слив Црног мора са главним морским лукама.
Немачка команда је водила рачуна о важном стратешком положају десне обале Украјине и Крима, као области које покривају прилазе јужној Пољској и Балкану и обезбеђују контролу над централним и западним деловима Црног мора.
Манштајнова група армија Југ и Клајстова група армија А састојале су се од 2 оклопне и 2 копнене армије (од севера ка југу):
- 4. оклопна армија у Житомирској области, западно од Кијева, под командом Ерхарда Рауса;
- 1. оклопна армија под командом Ханса-Фалентина Хубеа, у области Винице до Черкасија на југу;
- 8. армија под командом Ота Велера у области Кировограда;
- 6. немачка армија (обновљена након уништења код Стаљинграда) под командом Карла-Адолфа Холида на истуреној позицији Криви Рог-Никопољ.

Немачке снаге су такође подржавале следеће армије Осовине:
- 3. румунска армија, такође обновљена после Стаљинграда, под командом Петреа Думитрескуа у Тауридској области, северно од Крима;
- 4. румунска армија се на брзину окупила под командом Јоана Михаила Раковице у области Совјетске Молдавске Републике;
- 1. мађарска армија, држана у резерви у северозападној Украјини.

Све у свему, на десној обали Украјине комбиноване немачко-румунско-мађарске снаге имале су укупно 93 дивизије (укључујући 18 оклопних и 4 панцер-гренадирске), 2 моторизоване бригаде, 3 тешка оклопна батаљона тенкова Тигар, 118 СтуГ јуришних топовских бригада, батаљон разарача тенкова "Фердинанд" или Елефант неколико противтенковских батаљона, као и велики број артиљеријских, грађевинских, инжињеријских и других јединица. Генерално, то је износило 40% свих немачких трупа и 72% свих тенковских дивизија стационираних на Источном фронту. Групу армија Југ подржавала је Луфтвафеова Луфтфлоте 4 (1, 4. и 8. ваздушни корпус), као и највећи део румунског ваздухопловства. Штаб Луфтфлоте 4 био је у Проскурову, 8. ваздухопловног корпуса у Виници, 4. ваздухопловног корпуса у Балти, 1. ваздухопловног корпуса у Первомајску, а штаб румунског ваздухопловног корпуса у Одеси.
На целом огромном фронту Немци су журно градили одбрану. Главна одбрамбена зона дубине 4–6 км имала је развијен систем ровова, комуникација и разних врста инжењеријских баријера. На најважнијим правцима, 6–15 км од линије фронта, изграђена је друга линија одбране. У оперативној дубини дуж обала река Горињ, Јужни Буг, Ингулец, Дњестар и Прут, подигнута су нова утврђења, а модернизована расположива утврђења.
Немачке снаге које су дејствовале на десној обали Украјине намеравале су не само да задрже окупиране линије, већ и да покушају да ликвидирају совјетске мостобране на десној обали Дњепра, као и да ударе са Никопољског мостобрана ка југу и од Крима на северу, како би се поново успоставила копнена веза са немачким снагама стационираним на Криму.
До краја 1943. године, немачке снаге које су деловале у Украјини су одбачене на линију Овруч, Радомишљ, Канив, Баштина, Марганец, Качачровка. На левој обали Дњепра, јужно од Никопоља, Немци су држали мостобран дубине 30 км и ширине 120 км, који је назван "Никопољски мостобран".
И Ерих фон Манштајн и Евалд фон Клајст захтевали су да се њиховим снагама дозволи да се повуку на одбрамбеније положаје, међутим, Хитлер је наредио својим армијама да стоје тамо где су биле. Упркос Хитлеровим наређењима, немачке трупе су се ипак повукле, често директно не поштујући наређења или након подношења фиктивних извештаја да би оправдале своје поступке.
У новембру 1943, пуковник Рајнхард Гелен, шеф обавештајне службе Вермахта страних армија Исток, известио је Врховну команду о будућим намерама Црвене армије за зиму 1943-44:
"Главни напор укупних непријатељских операција несумњиво је усмерен ка јужној половини Источног фронта. Маса оперативних оклопних јединица се окупља против групе армија Југ и овде се очигледно тражи одлучујући јуриш, првенствено усмерен ка Балкану и јужном делу 'Генерал владе', односно окупиране Пољске."

### Совјети
Ставка је ангажовала четири фронта у операцији, при чему је Белоруски фронт обезбеђивао стратешко бочно обезбеђење на северу у области Гомељ-Могиљов али је мало учествовао у операцији. Обухватала је 13. и 65. армију. Од севера ка југу, супротстављајући се 4. Панцер, 1. Панцер, 8. и 6. армији:
Први украјински фронт Николаја Ватутина имао је 60, 1. гардијску, 6. гардијску тенковску и 40. армију, док је такође поседовао значајне оклопне резерве у 3. гардијској армији и 1. и 4. тенковској армији, уз подршку 18. и 38. армије и 2. ваздушне армије.
Други украјински фронт Ивана Коњева на југу располагао је са 27, 7. гардијском и 53. армијом, са резервама укључујући 5. гардијску тенковску и 2. гардијску тенковску армију, и 4. гардијску армију, све уз подршку 5. ваздушне армије.
Трећи украјински фронт Родиона Малиновског имао је 57, 46, 8. гардијску и 37. армију на челу са својим фронтом, са 6. армијом у резерви и 17. ваздушном армијом која је пружала ваздушну подршку.
Четврти украјински фронт Фјодора Толбухина имао је најтежи посао у извођењу комбинованих операција његове Одвојене обалске армије и Црноморске флоте док су 5. и 2. гардијска армија пресецале путеве копненог повлачења немачкој 17. армији уз ваздушну подршку 8. ваздушне армије и морнаричке авијације Црноморске флоте.
У складу са општим војно-политичким задатком потпуног чишћења совјетске земље од немачких снага и обнављања државних граница СССР-а од Баренцовог до Црног мора, совјетска Врховна команда, Ставка, је за зиму 1943/44. планирала серију великих офанзивних операција – код Лењинграда и Новгорода, у Белорусији, на десној обали Украјине и на Криму.
У предстојећој зимској офанзиви главни напори снага Црвене армије били су концентрисани на југу са задатком ослобађања деснообалне Украјине и Крима. Тиме би се обезбедио пораз највеће стратешке групације Немаца (Група армија Југ), повратак под совјетску контролу економски важних области Кривог Рога, Керча, Никопоља, плодних земаља Украјине и Крима, главних лука Црног мора, као и стварање неопходних услова за даљи напад на Балкан, Пољску и према боку Групе армија Центар, која је деловала у Белорусији.
За испуњење циљева совјетска команда је користила трупе 1, 2, 3. и 4. украјинског фронта, Одвојену обалску армију, Црноморску флоту, Азовску флотилу, као и партизане који су деловали у позадини Немаца. Према плану, који је формиран до децембра 1943. године, 1. украјински фронт је требало да нападом од Кијева до Могиљев-Подиљског сломи северно крило групе армија Југ. Истовремено, 2, 3. и 4. украјински фронт ударима са севера, истока и југа требало је да опколи и униште Кривоирошко-Никопољску групу Немаца. Крајем децембра 1943. године ситуација која је владала у Украјини учинила је да се овај план донекле промени. Уместо дубоког ударца на југ, у правцу Казанке, Березњеговатоје, 2. украјински фронт је морао главним снагама да нападне према Кировограду и Первомајску.
Почетком јануара 1944. план за дејства трупа Црвене армије сведен је у општим цртама на следеће. Први украјински фронт би извршио главни удар на Виницу, Могиљив-Подиљски, са делом снага усмереним ка Луцку и Христиновки. Други украјински фронт би покренуо главни напад на Кировоград, Первомајск, а део снага би био усмерен и на Христиновку. Ове комбиноване совјетске офанзиве требале су да разбију главне снаге групе армија Југ, након чега би Црвена армија напредовала ка Карпатима, чиме би дошло до поделе групе армија Југ. Акције ових фронтова координирао је ставкин репрезентативни маршал Совјетског Савеза Георгиј Жуков.
Трупе 3. и 4. украјинског фронта задаће два супротна ударца у правцу Никопоља, Ново-Воронцовке и треба да поразе Никопољско-Криворошку групу Немаца, затим да развију напад на Николајев, Одесу и ослободе цео обала Црног мора. Истовремено, 4. украјински фронт је само у почетку био ангажован на заједничким дејствима са 3. украјинским фронтом како би поразили Немаце у области Никопоља – касније је фронт прешао на Криму, заједно са Одвојеном обалском војском, Црноморском флотом и Азовском флотилом. Акције 3. и 4. украјинског фронта координирао је представник СТАВКЕ, маршал Совјетског Савеза Александар Васиљевски.
Редослед који је био предвиђен у решавању задатака је следећи: прво поразити Немце у областима уз реку Дњепар и потиснути их назад на линију реке Јужни Буг, Первомајск, реку Ингулец. У будућности, за развој офанзиве на запад и југозапад, доћи до линије Луцк, Могиљив-Подиљски и реке Дњестар.
Почетак операције за ослобађање Крима стављен је у зависност од ликвидације Никопољско-Криворошке групације Немаца. Тада су, међутим, погоршани временски услови на Криму приморали да се одложи почетак ове операције за април.
Совјетски партизани су добили задатак да појачају нападе на немачке комуникације, путне чворове, прелазе, њихове позадинске гарнизоне, чиме су помагали Црвеној армији.
Све у свему, почетком јануара 1944. 4 совјетска украјинска фронта (1, 2, 3. и 4. украјински фронт) имала су укупно 21 комбиновану армију, 3 тенковске и 4 ваздушне армије – укупно 169 стрељачких дивизија, 9 коњичких дивизија, 18 тенковских и механизованих корпуса, 31.530 топова и минобацача, 1.908 тенкова и самоходних артиљеријских постројења, 2.364 борбена авиона.
Задржани совјетски мостобрани на десној обали Дњепра били су полазна подручја за концентрацију трупа, војне опреме, материјала потребних за предстојећу офанзиву. Почетком децембра 1943. Совјети су почели да прегрупишу трупе. Ноћу су стрељачке дивизије, артиљерије и тенковске јединице ишле на линију фронта. Непрекидан ток покретних возила са оружјем, војном опремом, муницијом и храном стизао је на фронт.

## Територија десне обале Украјине
Непријатељства која су се одиграла у јануару-мају 1944. на јужном делу совјетско-немачког фронта захватила су огромну територију од Дњепра до Карпата, од Полесја до Црног мора, укључујући десну обалу Украјине, западну Украјину, јужну Украјину, Крим, део Молдавије и Румуније.
Терен на борбеним подручјима био је веома разнолик, од огромних шумовитих мочварних подручја, бескрајних степа, до планина и брда. На десној обали Украјине постоје многе реке које теку углавном од северозапада ка југоистоку: на пример Дњепар, Јужни Буг, Ингулец, Дњестар, Прут и Сирет. Те реке су биле озбиљне природне баријере за напредујуће трупе Црвене армије које су Немци могли да користе за организовање одбране. Генерално, огромна територија десне обале Украјине омогућила је Совјетима да покрену широке офанзивне операције и користе све врсте трупа, укључујући велике оклопне и механизоване формације.
Десна обала Украјине чини више од половине територије целе Украјине и од изузетног је економског значаја. Постоји много великих административних и индустријских центара као што су Одеса, Дњепропетровск, Криви Рог, Николајев, Кировоград, Виница.
In the areas of the right-bank Ukraine, important industries were developed: iron ore (Krivoy Rog), manganese ore (Nikopol), oil extracting (Drohobych district), shipbuilding (Nikolaev), sugar, textile and other industries. Wheat, sugar beet, maize, rye, and barley are grown on the territory of the right-bank Ukraine. Cattle breeding is well developed in the Polesie regions, while horticulture is well developed in the central and southern regions. Crimea is a horticulture and viticulture district. The iron ore development of the Kerch Peninsula is important. In the Crimea there are 4 large ports: Севастопољ, Феодосија, Керч, Јевпаторија.
Заузимање десне обале Украјине и Крима отворило би за трупе Црвене армије врата за Пољску, Словачку, Румунију и Балканско полуострво. То би такође обезбедило доминацију совјетске Црноморске флоте у централним и западним деловима Црног мора.

## Временски услови и њихов утицај на борбена дејства
Једна од карактеристика Дњепарско-карпатске офанзиве је време које је имало велики утицај на борбена дејства.
У поређењу са претходним зимама на Источном фронту, зима 1943–1944 у Украјини била је необично топла. Током зиме 1941-1942 у околини Москве, температуре су достизале ниских -40 °C. У међувремену, током зимске совјетске офанзиве 1942-1943 на југу Русије, након што је немачка 6. армија уништена код Стаљинграда, температуре су падале до -20 °C.
Године 1944. пролеће је у Украјини почело рано. Већ у јануару 1944. године почело је топљење снега, мокар снег је убрзо праћен кишом. У фебруару је местимично било мраза и снежних мећава, али не задуго, потом је до краја месеца поново постало топлије. У периоду од 27. јануара до 18. фебруара 1944. године 10 дана падале су сталне кише и влажне снежне падавине, 5 дана је било без падавина, док је осталих дана било снежних падавина. Средња дневна температура у Украјини током овог периода кретала се од -5,5 °C до +4,9 °C. Реке су набујале, путеви су постали веома блатњави, терен ван путева постао је тешко проходан.
Александар Верт, британски новинар и ратни дописник, који је у то време био на 2. украјинском фронту, описао је шта је видео у Украјини у пролеће 1944.:
"Украјинско пролећно блато се мора видети да би се могло описати. Цела земља је преплављена, а путеви су као реке блата, често дубоке два метра, са дубоким рупама које отежавају вожњу било којом врстом возила, осим руског тенка Т- 34. Већина немачких тенкова није могла да се носи са њим."
Поплављене реке постале су озбиљна препрека за обе стране. За Немце који су покушали да се пробију из Корсунског џепа у фебруару 1944, последња препрека била је плитка река Гнилој Тикич. Обично, током врелог лета река није била већа од потока који се лако прелази, али је у фебруару 1944. године, након тронедељног одмрзавања, Гнилој Тикич имао ширину од 20–30 метара. Река се претворила у набујалу реку, дубљу од човекове висине. То је била озбиљна препрека за опкољене немачке јединице које су изгубиле инжињеријску опрему, јер на реци није било ни моста ни чамаца. Обале Гнилој Тикича постале су гроб за хиљаде немачких војника. Убрзо су се совјетски тенкови приближили реци и њихови пуцњи почели су да пробијају рупе у редовима Немаца који су се окупили на њеним обалама. Повлачење се претворило у прави метеж. Немачки војници су скакали у ледену воду, покушавајући да препливају реку, а многи су се удавили или подлегли промрзлинама .
Све ово је нагло смањило маневарске способности трупа обе стране, посебно совјетских које су непрестано напредовале са базама за снабдевање које су биле иза 300 км. Такође је ограничило употребу тенкова и артиљерије и ометало снабдевање храном, горивом и муницијом. У вези са пролећним топљењем, већина копнених аеродрома више није била употребљива, што је отежавало размештање и коришћење авијације. О утицају времена на ваздушни рат у Украјини током Дњепарско-карпатске офанзиве, писао је шведски историчар Кристер Бергстром:
"Током прва два месеца 1944. године, супротстављене војске у Украјини су се бориле против природе, као и једна против друге, јер са температурама које су се кретале око тачке смрзавања, тло је могло да буде прекривено густим снегом једне ноћи, а могло би се поново одмрзнути следећег дана. Ова одмрзавања су често претварала путеве и импровизоване аеродроме у мочваре. Када су успели да се подигну у ваздух, пилоти са обе стране су сада летели преко разноликог пејзажа, јер тамо где је тло лежало у сенци било је бело од снега, док је тло изложено сунцу биле блатњаво смеђе боје."
Совјетски маршал Александар Васиљевски, који је током Дњепарско-карпатске офанзиве служио као представник Ставке који је координирао операције 3. и 4. украјинског фронта, писао је следеће о временским приликама у Украјини током зиме-пролећа 1944. године:
"Видео сам много пролећних одмрзавања током свог живота. Али блато, бљузгавицу и недостатак путева којима сам био сведок у зиму и пролеће 1944. године били су најгоре што сам доживео пре и после тог периода. Чак и трактори су једва могли да се крећу. Артиљерци су морали да носе своје оружје. Војници уз помоћ локалног становништва вукли су гранате и метке са места на место на десетине километара."
Међутим, на велико разочарење Немаца, Црвена армија је наставила офанзиву, постајући једина сила у историји ратовања која је била у стању да покрене велике и успешне офанзиве у условима пролећног блата (распутице) и усред поплављених реке.

## Битка

### Прва фаза
Почетна фаза офанзиве, трајала је од 24. децембра 1943. до 29. фебруара 1944. Обухватала је следеће операције:
- Житомирско–бердичивска офанзива (24. децембар 1943 – 14. јануар 1944);
- Кировоградска офанзива (5–16. јануар 1944);
- Корсунско-черкаска офанзива (24. јануар 1944 – 17. фебруар 1944);
- Ровењско–луцка офанзива (27. јануар 1944 – 11. фебруар 1944);
- Никопољско–криворошка офанзива (30. јануар 1944 – 29. фебруар 1944).

#### Житомирско-бердичивска офанзива
Офанзиву је 24. децембра 1943. покренуо 1. украјински фронт генерала Николаја Ватутина нападима на немачку 4. тенковску армију, западно и југозападно од Кијева. Манштајн је покушао да се супротстави нападу бочним нападом Четврте тенковске армије, док је истовремено тражио појачање и дозволу да скрати линију повлачењем. Ватутинова офанзива је настављена на запад, а Четрдесета армија је прошла јужно од Фастова. Манштајнов покушај контранапада је пропао када је Ерхард Раус, командант 4. оклопне армије, рекао да није имао времена да се организује за офанзиву и да би радије покушао да директно заустави трупе које су нападале. Манштајн је 27. децембра директно затражио од Хитлера дозволу да повуче своје трупе, али му је наређено да задржи положај. Совјетске трупе су напале Козјатин 28. децембра. После неколико сати конфузне борбе, совјетске снаге су заузеле град касније тог дана. Коростењ је пао 29. децембра, а Житомир 31. децембра.
Четврта тенковска армија је почела да се распада, пошто се око Житомира отворио јаз од 55 километара између њеног јужног бока и XIII корпуса. Настао је још један јаз између XXXXII корпуса и VII корпуса. Раус је саветовао Манштајну да одустане од покушаја да затвори празнине, и да се уместо тога фокусира на очување преосталог нетакнутог корпуса. Међутим, око нове године, совјетске снаге су почеле да покушавају да опколе немачке снаге, посебно XIII, XXXXVIII и XXIV оклопни корпус. Како су напади на области око Бердичива настављени, XIII корпус је смањен на један пешадијски пук. Отворен је јаз од скоро 110 километара између Четврте оклопне армије и Прве оклопне армије. Планирана немачка појачања зауставила је совјетска Кировоградска офанзива.
У току операције Совјети су постигли запажен успех. Напредујући на дубину од 80 до 200 км, они су готово потпуно очистили немачке снаге из Кијевске и Житомирске области, низа округа Виничке и Ровењске области. Совјети су се сада опасно надвијали са севера над групом армија Југ, док су 27. и 40. армија дубоко окружиле немачке трупе које су наставиле да држе десну обалу Дњепра у области Кањева. Ово је створило услове за каснију Корсунско-черкаску операцију.
Ударац 1. украјинског фронта задат је на најосетљивијем месту групе армија Југ – њеном северном крилу, што је претило да одсече њене главне снаге са путева који воде ка Немачкој. Прва и Четврта оклопна армија које су деловале на линији фронта претрпеле су озбиљне губитке – 143. и 147. резервна пешадијска дивизија су расформиране, 68. пешадијска дивизија је због великих губитака повучена са линије фронта и послата у Пољску, док су 8. тенковска дивизија, 20. тенковско-гренадирска дивизија, 112, 291. и 340. пешадијска дивизија преполовљене у јачини. Све у свему, 8 дивизија Вермахта су или уништене или преполовљене.
Да би затворили празнине у својој одбрани и зауставили совјетску офанзиву на овом сектору, Немци су морали хитно да пребаце 12 дивизија 1. оклопне армије из јужне Украјине на ово подручје. Испоставило се да су резерве скоро потпуно потрошене, што је утицало на даљи ток операција. Да би парирала каснијим нападима совјетских трупа, немачка команда је била принуђена да распореди трупе из западне Европе, као и из Румуније, Мађарске, Југославије.

#### Кировоградска офанзива
Други украјински фронт генерала Ивана Коњева се затим укључио у борбу покретањем Кировоградске офанзиве 5. јануара 1944. године. Један од првих успеха било је заустављање покушаја појачања III оклопног корпуса Четврте оклопне армије, коју је Ватутинов фронт истовремено напао у Житомирско-бердичивској офанзиви. У том тренутку, Манштајн је одлетео у Хитлеров штаб у Источној Пруској да затражи дозволу за повлачење, али је поново одбијен.
Као резултат Кировоградске операције, трупе 2. украјинског фронта потиснуле су Немце од Дњепра 40–50 км. Током интензивних борби, немачка 8. армија је претрпела значајне губитке – 167. пешадијска дивизија је расформирана због великих губитака, док су 10. панцер-гренадирска дивизија, 106, 282. и 376. пешадијска дивизија претрпела од 50% до 75% губитака у људству и опреми.
Најважнији резултат операције било је ослобађање Кировограда – великог упоришта и важног путног чворишта, чиме је нарушена стабилност одбране 8. немачке армије. Заузимање Кировограда угрозило је са југа бокове немачких снага које су се налазиле око Корсун-Шевченковског. Заузврат, Кировоградска операција, заједно са суседном Житомирско-бердичивском операцијом, створила је услове за следећу Корсунско-черкаску операцију.

#### Корсунско-черкаска офанзива
Главни напор је био на југу, где је 24. јануара покренута Корсунско-черкаска офанзива. После масовног бомбардовања, 4. гардијска и 53. армија 2. украјинског фронта напале су јужно од Корсунске избочине и придружиле се следећег дана 5. гардијској тенковској армији. Пробили су и лако одбили немачки контранапад. Дана 26. јануара, 1. украјински фронт је са севера послао 6. гардијску тенковску армију, која се 28. јануара сусрела са снагама које су напредовале са југа, опколивши око 60.000 Немаца у XI и XXXXII армијском корпусу око Корсуна, у џепу под називом "Мали Стаљинград" због жестине борби у њему.
Укупно је двадесет седам совјетских дивизија било распоређено да униште џеп. Совјетски напори су, међутим, били ометени почетком раног одмрзавања, због чега је тло постало блатњаво. Манштајн је 4. фебруара послао Ханса Хубеа, који је командовао 1. оклопном армијом, укључујући XLVII и III оклопни корпус да помогну у покушају пробоја. XLVII оклопни корпус је напао са југоистока, док јеIII оклопни корпус напао са запада, али су оба заглибила у блату. Жуков је 8. фебруара издао захтев за предају снагама заробљеним у џепу, али је одбијен. III оклопни корпус је на крају, након тешке и исцрпљујуће битке, успео да стигне до Лисјанке, близу заробљених снага, а немачке снаге у џепу покушале су да избију, при чему је већина можда побегла, иако са великим губицима у опреми и напуштеним рањеницима. Пошто му је понестало залиха и узнемирен ваздушним нападима и напредујућим копненим снагама, Вилхелм Штемерман, командант заробљених снага, одлучио је да покуша коначни пробој у ноћи између 16. и 17. фебруара. Совјети су заробили око 15.000 војника и убили најмање 10.000 Немаца, укључујући Штемермана. Битка је вођена у невероватно бруталним условима, са руским заробљеницима које су Немци стрељали током повлачења, а Коњев је признао да је дозволио својој коњици да масакрира трупе које су покушавале да се предају подигнутим рукама.
О резултатима ове битке и њеном утицају на каснији ток догађаја писао је немачки војни историчар Алекс Бухнер:
"Није постао други Стаљинград, али су два немачка армијска корпуса престала да постоје, а већи део од шест дивизија, који су ускоро били веома потребни, били су уништени.. […] Два корпуса су такође изгубила комплетно наоружање, опрему, возила и коње. Хитлеров потпуно апсурдни план за немачку офанзиву на Кијев је пропао на самом почетку, а његово овлашћење за избијање из џепа је дато прекасно. Непријатељ се више није могао зауставити. Совјетска поплава је поново кренула, преплавила је целу Украјину и убрзо стигла до Дњестра."

#### Ровењско–луцка офанзива
Ватутинове снаге су наставиле да нападају на десном крилу, приближавајући се важним центрима снабдевања Лавову и Тернопољу у Ровењско-луцкој офанзиви, чиме је отворен јаз од 170 километара између групе армија Југ и групе армија Центар, која је била стационирана на северу.

#### Никопољско–криворошка офанзива
Никопољско–криворошку офанзиву је у међувремену покренуо 3. украјински фронт на југу против снага групе армија А Евалда фон Клајста и у почетку се одвијала споро. Међутим, на крају је уништен истурени клин око Кривог Рога и Никопоља, коштајући Немце важних рударских сировина.
Док се чинило да се офанзива успорава крајем фебруара, Совјети су се припремали за другу фазу офанзиве, која ће ускоро бити покренута у још већем обиму.

### Друга фаза
Ове операције су совјетски планери укључили у другу фазу:
- Проскуровско-черновска офанзива (4. март 1944 – 17. април 1944);
- Умањско-ботошанска офанзива (5. март 1944 – 17. април 1944);
- Офанзива Березнеговатоје–Снигиревка (6–18. март 1944);
- Полеска офанзива (15–5. април 1944);
- Одеска офанзива (26. март 1944 – 14. април 1944).

#### Проскуровско-черновска офанзива
Ово је била највећа и најважнија совјетска операција Дњепарско-карпатске офанзиве. Након слабљења совјетских напора крајем фебруара, немачка Врховна команда, штаб Источног фронта, сматрао је да је било какав даљи офанзивни напор у том сектору мало вероватан.
Међутим, Совјети су тајно припремали још већу офанзиву, доводећи свих шест тенковских армија стационираних у Украјини. Совјетске мере обмане су биле успешне и већина Немаца је била изненађена када је 4. марта 1. украјински фронт – којим је командовао маршал Георгиј Жуков после Ватутинове смрти – покренуо офанзиву Проскуров – Черновци, уз жестоку артиљеријску паљбу.
Због изузетно блатњавих услова, Немцима је било тешко да остану покретни, али су совјетске снаге имале адекватне залихе гусеничарских тенкова и камиона, што им је давало предност.

#### Умањско-ботошанска офанзива
Дана 5. марта, Коњев је покренуо офанзиву Умањ-Ботошани, брзо напредујући и убрзо прекинувши линију снабдевања 1. оклопне армије заузевши Чорткив 23. марта. Дана 10. марта, 2. украјински фронт је уништио два тенковска корпуса заузевши Умањ.

#### Офанзива Березнеговатоје–Снигиревка
Малиновски се придружио офанзиви Березнеговатоје-Снигиревка следећег дана, док је Толбукин био одвојен да би започео припреме за Кримску офанзиву. Ови фронтови су брзо напредовали, док је Коњев кренуо да пресече повлачење Прве оклопне армије. Прва оклопна армија, којом је сада командовао Ханс-Фалентин Хубе, била је у потпуности опкољена до 28. марта.
Током опкољавања, Ерик фон Манштајн је долетео у Хитлеров штаб и затражио од њега да опозове своју директиву која је захтевала да све опкољене формације формирају "тврђаве" тамо где су биле. Био је успешан и добио је II СС оклопни корпус као појачање, први трансфер снага на Источном фронту са Западног фронта од Хитлерове директиве 51.

Хубеове снаге су 30. марта извршиле успешан напад из џепа, и пошто совјетска војна обавештајна служба није знала за долазак II оклопног корпуса а он је кренуо на запад, уместо на југ како су очекивали совјетски команданти, До 10. априла, Хубеове снаге су се сусреле са Четвртом оклопном армијом. Упркос овом малом успеху, Хитлер је окривио своје генерале за свеукупни стратешки успех совјетских снага, отпустио команданте групе армија Југ и групе армија А (фон Манштајна и фон Клајста), заменио их Моделом и Шернером, и преименовао групе армија у Северну и Јужну Украјину, што указује на његове планове да поново заузме ову територију.

#### Полеска офанзива
У међувремену, према југу, 3. украјински фронт је напредовао на Одесу и на Придњестровље под румунском управом. После три дана тешких борби, његова 8. гардијска армија напредовала је само 8 км, али је пробила одбрану 6. армије Карла-Адолфа Холида и брзо напредовала 40 км према Новом Бугу, скоро окружујући браниоце. Упркос Хитлеровим наређењима која су забрањивала повлачење, немачке снаге су се вратиле на реку Буг до 11. марта.
Истог дана, Холидт је успео да се извуче из свог положаја – пре свега зато што је Малиновски поделио своје снаге код Николајева – и успео је да импровизује одбрамбену линију на Бугу до 21. марта. Међутим, изгубио је Хитлерову поверење, и отпуштен, да би га заменио Максимилијан де Анђелис. Дана 28. марта, снажно притиснуте по целој линији, немачке трупе су почеле да се повлаче са Буга.

#### Одеска офанзива
До 25. марта Прут је пао и 3. украјински фронт је упућен да обезбеди Одесу. Дана 2. априла, 8. гардијска армија Василија Чујкова и 46. армија напале су кроз мећаву и до 6. априла отерале браниоце са реке Дњестар и изоловале Одесу. Одеса је капитулирала 10. априла, а совјетске трупе су почеле да улазе у Румунију.

## Последице
Борбе на десној обали Украјине и на Криму биле су најважнији догађаји зимско-пролећне кампање на Источном фронту 1944. године и од највећег политичког, економског и стратешког значаја.
Од краја децембра 1943. до почетка маја 1944. године трупе Црвене армије су победиле најјаче немачке снаге на територији десне обале, западне и јужне Украјине, а то су биле група армија Југ и група армија А, и натерале разбијене групе армија на повлачење 250–450 км западно, у источну Пољску (Галицију) и Румунију.
Пораз групе армија Југ и групе армија А и чишћење немачких снага са десне обале Украјине и Крима Пошто је Црвена армија заузела пругу Лавов-Одеса, главну линију снабдевања групе армија Југ, и стигла до Карпата, фронт групе армија Југ је подељен на два дела – северно и јужно од Карпата. Северни део је потиснут назад у Галицију (Пољску), док је јужни део потиснут назад у Румунију.
Северни део је преименован у групу армија Северна Украјина, а јужни део у групу армија Јужна Украјина, која је била на снази од 5. априла 1944, иако је веома мали део Украјине остао у немачким рукама. Као резултат овог раскола, веза између ове две нове армијске групе је прекинута. Сада је јужна група немачких снага морала да користи дугу кружну руту кроз Балкан, при чему би све залихе биле преусмерене преко румунских железница, које су биле у лошем стању.
За немачке снаге распоређене у Украјини губици у људству били су значајни. Током кампање уништено је 9 пешадијских и 1 пољска дивизија Луфтвафеа, док су 7 оклопних и панцергренадирских, 1 падобранска и 2 пешадијске дивизије толико оштећене да су повучене са фронта и послате на Запад на обимне преправке. Готово све остале дивизије су такође тешко оштећене, претрпевши најмање 50% губитака у људству, док су неке остале само са остацима својих трупа. На пример, 18 од 39 дивизија које су припадале Групи армија А биле су категорисане као "камфгрупе", или борбене групе, што значи да су дивизије биле толико исцрпљене да су заправо биле нешто више од појачаних пукова.
Према немачком генералу Курту фон Типелскирчу, пораз немачких снага на десној обали Украјине био је највећи од Стаљинграда:
"Од времена када су немачке војске ишле трновитим путем од Волге и Кавказа, повлачећи се до Дњепра, ово је био њихов највећи пораз. Чак ни тако вешти генерали као што су Манштајн и Клајст нису могли да спасу немачке трупе."
На Криму, током Кримске офанзиве, априла-маја 1944. године, немачка 17. армија је уништена, 5 немачких и 7 румунских дивизија које су биле у њеном саставу биле су у великој мери уништене.
Као реакција на немачки пораз, Хитлер је предузео репресивне мере против више команде. Хитлер је отпустио команданта групе армија Југ Ериха фон Манштајна и команданта групе армија А Евалда фон Клајста и на њихова места поставио Валтера Модела и Фердинанда Шернера. Многи команданти корпуса, дивизија и команданти "тврђава" смењени су са својих положаја и стављени пред суд. Војни судови осудили су хиљаде средњих и нижих официра.
Британски војни историчар Џон Ериксон описао је резултате ове офанзиве:
"Совјетска команда је могла са правим задовољством да гледа на штету коју је нанела јужном крилу Остера, сада видљиво оштећеном; десет немачких дивизија је уништено, осам је распуштено због губитака, шездесет дивизија је преполовљено. Два супер-војника Манштајн и Клајст, који су тако дуго бацали огромне сенке на исток, изненада су нестали у хитлеровском олујном облаку отпуштања. Маршал Жуков је победио у свом дугогодишњем окршају са фелдмаршалом фон Манштајном."
Снажним ударима између јануара и маја 1944. године, Црвена армија је осујетила намере немачке команде да води дуготрајни одбрамбени рат и поништила све покушаје Немаца да створе стабилну одбрану на јужном делу совјетско-немачког фронта.
Огромни губици немачких трупа значајно су уздрмали стабилност немачке одбране на целом совјетско-немачком фронту, ослабивши снаге суседне групе армија Центар, као и ослабивши немачке снаге стациониране у Француској пре отварања друге фронт у Европи.
Дњепарско-карпатска офанзива имала је велики утицај на будући ток догађаја током лета 1944. на истоку и западу. У суштини, битка је апсорбовала огромне количине немачких ресурса из целе Француске, Немачке, Данске, Пољске, Балкана и Групе армија Центар. Све у свему, између јануара и маја 1944. године, укупно 34 дивизије, 550.000 људи и најмање 1.200 тенкова, јуришних топова и самоходних противтенковских топова су пребачени у Украјину из целе Европе и групе армија Центар.
Ова совјетска офанзива је такође окончала све изгледе које су Немци имали у вези са стварањем значајне стратешке резерве, пошто је већина немачких резерви била исцрпљена у овој бици. Заузврат, ово је припремило Вермахт за нову серију још већих катастрофа у лето 1944. Док је немачки пораз био неизбежан у овом тренутку рата, совјетски успех током ове офанзиве је убрзао процес коначне савезничке победе и спасио је савезницима много времена, крви и блага.
Совјетски успех током ове офанзиве створио је услове за низ великих офанзива у лето 1944. године. Прво су створени услови да се развију напади у правцу Лублина на бок и позадину групе армија Центар, који су остварени током Лублинско-брестовске офанзиве. Друго, створени су услови за развој напада у правцу Лавова и ка источној Пољској, што је и остварено током Лавовско-сандомјешке офанзиве. Треће, створени су услови за развој напада дубље у Румунију и на Балкан, што је и остварено током друге Јаши-кишињевске офанзиве.
Операција, заједно са Кримском офанзивом, резултирала је веома тешким жртвама за немоторизоване румунске трупе стациониране у Украјини. Тешки губици и близина совјетских снага румунској граници били су примарни мотив за румунске лидере када су започели тајне мировне преговоре у Москви убрзо након завршетка офанзиве.
Говорећи о резултатима Дњепарско-карпатске офанзиве и суседне међусобно повезане Кримске офанзиве, амерички војни историчар Дејвид Гланц писао је:
"До маја 1944. Црвена армија је ослободила готово сву совјетску територију на југу и, у том процесу, разбила велике делове 1. оклопне, 6, 8. и 17. армије. Стратешка пажња Хитлера и немачке Врховне команде била је прикована на јужни регион. Присуство свих шест совјетских тенковских армија у том региону довело их је до закључка да ће то бити жариште совјетске летње офанзиве. Због тога су Немци били запрепашћени када су схватили да је следећа велика офанзива била усмерена на групу армија Центар.
Победе зиме-пролећа 1944. имале су значајне политичке, али и војне последице. Крајем марта, маршал Јон Антонеску из Румуније одлетео је у Берлин да апелује на евакуацију румунских трупа са Крима. Већ је изгубио регион данашње Бесарабије и Молдавије, које је Румунија анектирала, и сада се суочио са поразом на Криму, где је румунско оружје тако сјајно сијало 1942. Убедио је Хитлера да концентрише преостале румунске снаге под новом групом армија Јужна Украјина, која је била географски изолована од остатка немачке линије. Али Румунија је очигледно била на ивици уништења, а Антонеску је већ проширио дипломатске контакте на Москву и Лондон. У међувремену, 19. марта, немачке трупе су окупирале Мађарску како би спречиле њен пребег. Само се бугарска влада очајнички држала Немачке."

## Утицај офанзиве на Мађарску и Румунију
Совјетска Дњепарско-карпатска офанзива имала је велики војни и политички ефекат на немачке савезнике Осовине, Мађарску и Румунију. Успешан совјетски напредак у Украјини, заједно са совјетским приступом мађарским и румунским границама, подстакао је лидере обе земље да траже мир са савезницима и напусте Осовину.
Немци су били свесни тога и са приближавањем Совјета границама ове две земље, немачка страна је сумњала да ће Мађарска и Румунија следити италијански пример. Да би то спречио, Хитлер је наредио операцију Маргарете, кодно име за немачку окупацију Мађарске у марту 1944. Иста операција је била планирана против Румуније, у случају да одлучи да се преда Совјетима, али се није остварила.
Док су мађарске и румунске владе већ биле у преговорима са савезницима, обе земље су такође почеле да мобилишу читаву војску да се суоче са Совјетима који су се приближавали. Немачка окупација Угарске није значајније утицала на овај процес, пошто је већ била у току мобилизација 1. мађарске армије. Исти случај је био и са Румунијом.

### Мађарска
После катастрофалног немачког пораза код Стаљинграда и уништења мађарске 2. армије у јужној Русији почетком 1943. године, мађарски вођа Хорти и његов премијер Калај су се све више бавили идејом о склапању мира са савезницима. Мађарско руководство је било спремно да се преда британским и америчким снагама, јер није могло да замисли да капитулира пред совјетским снагама.
Мађарске вође су полагале наде у потенцијално савезничко искрцавање у Далмацију и у Ставку која је одлучила да не покуша тежак продор преко Карпата. Уместо тога, Мађари су се надали да ће Совјети наставити напредовање на запад даље на север, преко пољских равница. Да би спречили совјетски продор у Карпатима пре него што су западни савезници стигли до мађарске територије, поставили су за циљ обнову њене тешко десетковане мађарске војске.
После катастрофе 2. мађарске армије на Дону, Калајева влада је, уз подршку Хортија, настојала да допринос Мађарске у борбама сведе на минимум. Хорти је био убеђен, још од уласка САД у рат, да немачка страна не може да победи. Покушаји преговора о сепаратном миру са западним савезницима почели су 1943. године.
Мађарска влада је преговарала са западним силама и 9. септембра 1943. постигла је споразум са западним савезницима о смањењу своје војне обавезе. Договорено је да мађарско ваздухопловство више не врши нападе на савезничке авионе, а окупаторским трупама је наређено да избегавају било какву акцију против редовних трупа.
После шока изазваног свргавањем Мусолинија у Италији у лето 1943, заједно са открићем мађарских тајних преговора од стране немачке контраобавештајне службе, Хитлер је у септембру 1943. одлучио да изради планове за окупацију Мађарске. Врховна команда Вермахта је израдила планове 30. септембра. Сходно томе, Хитлер је такође издао наређења у јануару 1944. да се направе планови за окупацију Румуније. Што се тиче Румуније, Хитлер је на крају одлучио да окупација неће бити неопходна – према Хитлеру, Румунија неће одступити од Осовине све док прохитлеровски румунски диктатор Антонеску буде на власти.
Иако су Немци претпостављали да ће мађарске снаге остати лојалне Вермахту током окупационе операције, издато је наређење да се ‘немилосрдно сломи сваки отпор’. Дато је наређење да се официри који се буду бранили, када се разоружају буду стрељани ‘у акцији’. Планови су такође укључивали пропагандни лет за бацање летака на Будимпешту и специјалну мисију, кодног назива ‘Тројански коњ’, против важних циљева у престоници, али су касније отказани јер се окупација одвијала без проблема.
На почетку совјетске Дњепарско-карпатске офанзиве крајем децембра 1943. године, Мађарска је имала VII краљевски мађарски корпус стациониран у Украјини за окупационе дужности, као и за борбу против совјетских партизана. Састојао се од четири лаке дивизије.
Житомирско-бердичевска офанзива у јануару 1944. приморала јеVII армијски корпус да се повуче у Галицију. Дњепарско-карпатска офанзива је наставила да тече добро – до краја фебруара 1944. године, као резултат Ровењско-луцке офанзиве, совјетске снаге су биле близу мађарске границе и већ је постојао огроман јаз на немачком фронту источно од Лавова.
Даље, током Проскуровско-черновске операције у марту 1944. године, VII армијски корпус је потиснут иза реке Дњестар, где је уништен крајем месеца. Већина његових дивизија је распуштена крајем пролећа 1944. године.
Пошто су совјетске снаге у марту 1944. стигле до Карпата и сада су се приближавале мађарској граници алармантном брзином, окупација Мађарске је сада била ствар највеће хитности за Хитлера.
Хитлер више није могао да прихвати неодлучан став Мађарске и 28. фебруара 1944. издаје наређења за припреме за окупацију земље. Мађарска је била неопходна за Хитлерову стратегију. Из његове перспективе, колебљиви партнер Осовине и критична ситуација на фронту представљали су неподношљив ризик. Хитлер је 11. марта 1944. издао наређење да се настави са операцијом Маргарете I. Значајно је да је Хитлер наредио окупацију Мађарске тек када су совјетске трупе већ стигле до Карпата.
Поред тога, совјетски успех током офанзиве Проскуров-Черновци приморао је Немце да пребаце неколико дивизија на исток, које су првобитно биле предвиђене за операцију Маргарете, да се супротставе совјетској офанзиви.
Док су немачке снаге у западној Европи, које су се спремале за савезничку инвазију, већ биле знатно ослабљене због тога што су биле присиљене да пребаце велики број јединица на Источни фронт у Украјини да би се супротставиле совјетској Дњепарско-карпатској офанзиви, операција Маргарете је довела до даљег пребацивања вредних јединица са западног фронта у Мађарску. Немачки генерал Валтер Варлимонт, који је био заменик начелника операција врховне команде од 1939. до 1944, написао је о томе:
"Запад је по други пут жртвован за окупацију Мађарске. […]Оперативни штаб ОКВ морао је на брзину да организује концентрично кретање ка мађарским границама. Снаге које су првобитно биле намењене већим делом су биле ангажоване на Источном фронту [Дњепарско-карпатска офанзива], али Хитлеров бес и жеља за осветом мађарском регенту, адмиралу Хортију, били су толики да је починио грешку што је још једном повукао војску са западне позорнице, иако је задатак био од споредног значаја а сезона је сада далеко одмакла. Штаб корпуса, одређене армијске трупе и новоформирана ‘дивизија за оклопну обуку’, посебно вредна формација, узете су од снага које су се спремале за одбрану од инвазије и пребачене у Мађарску 19. марта. Делови друге оклопне дивизије са Запада (21. оклопна дивизија) већ су били у покрету када је Хитлер био убеђен да откаже потез пошто је окупација текла тако глатко. [...]Само уз велике муке, а само неколико недеља пре инвазије, ОКВ је успео да добије формације повучене са Запада, укључујући оклопну лер дивизију, да се врате на своје место."
Хорти је 15. марта 1944. примио Хитлеров позив да посети Клесхајм 18. марта. Иако је Хорти већ годину дана раније био суочен са немачким захтевима за веће учешће Мађарске у рату, није очекивао да ће земља бити окупирана и надао се да ће је спасити од горе судбине даљим материјалним уступцима. Иако су мађарске обавештајне службе добијале извештаје о немачким припремама за окупацију земље, војно и политичко руководство није желело да им верује. Отпор је био незамислив, из војних разлога.
Следећа реченица у радио поруци команданта III мађарског корпуса описује дилему неколико официра лојалних Хортију:
"Руси испред нас, Немци иза нас, Енглези изнад главе, тражим наређења."
Хорти није био спреман на Хитлерове приговоре у Клесхајму и они су били шокирани. После прве сесије дискусије, у којој је окупација представљена као готов чин, Хорти је запретио да ће одмах прекинути преговоре. Међутим, уз посредовање мађарског начелника генералштаба, он је попустио и на крају је дао сагласност на окупацију Мађарске и смену Калајеве владе. У возу за Будимпешту, Хортија су дочекали немачки официри.
Немачка окупација Мађарске текла је глатко. Само у неколико случајева било је отпора. Одлучено је да се Мађари не разоружавају. Мађарске оружане снаге требале су да остану у својим касарнама.
Једна од најважнијих последица окупације била је интеграција мађарске војске у немачке војне операције. Кључна места у генералштабу морала су да буду прераспоређена у само неколико случајева, пошто су већина високих официра били убеђене присталице немачко-мађарског савеза из перспективе врховне команде. Убрзана је мобилизација мађарске 1. армије, која је већ била у току пре немачке окупације, и она је заузела фронт источно од Карпата почетком априла 1944. да би се супротставила совјетским снагама које су напредовале.
Друга велика последица окупације била је масовна депортација мађарских Јевреја у немачке логоре смрти, као што је Аушвиц. Поред немачких дивизија које су учествовале у окупацији, у Мађарску је умарширали и озлоглашени одреди смрти Ајнзацгрупе Г и "Ајхманова специјална јединица". Од почетка немачке окупације у марту 1944. до почетка јула 1944. године, више од 437.000 Јевреја је депортовано у Аушвиц, где су одабрани радно способни, а остали, који су чинили 70-75% свих депортованих, одмах су погубљени.
Окупација Мађарске од стране Вермахта је такође значила да су немачке власти добиле одрешене руке да у великој мери експлоатишу мађарске економске ресурсе и резерве сировина. Тако је до 60% мађарске производње сирове нафте испоручено Немачкој у лето 1944. и до 80% у октобру 1944. 85.000 тона минералног уља је већ испоручено из Мађарске у мају 1944. Заузврат, Немци су наводно гарантовали месечне испоруке војне опреме, у складу са ‘Бухлеовим споразумом’ из јуна 1944. Међутим, немачка страна није поштовала ове испоруке, или су оне биле подложне дугим кашњењима. Слично томе, Вермахт није био спреман да изда дозволе за модерно оружје под повољним условима.
Као и у свим земљама под немачком окупацијом, и мађарски буџет је био под тешким теретом. Мађарска је била принуђена да плати Немачкој велике суме новца као ‘трошкове окупације’. Ове суме нису имале никакве везе са стварним трошковима окупације и једноставно су коришћене за попуњавање немачког ратног буџета. Чињеница да је мађарски буџет могао да поднесе ове терете може се објаснити само приливом јеврејске имовине, док су сами Јевреји депортовани у немачке логоре смрти.

## Долазак мађарских и румунских појачања током ове офанзиве
Како је Црвена армија почела да се приближава границама Мађарске и Румуније у марту 1944. током совјетске Дњепарско-карпатске офанзиве, обе земље Осовине су мобилисале своје пуне ресурсе и ангажовале велики број нових јединица у немачкој групи армија Југ и А, подељеној од априла 1944. у групе армија Северна Украјина и Јужна Украјина. Иако се ова појачања Осовине често занемарују, она су ипак представљала значајно појачање.
| Јединица           | Број пешадијских/лаких/гардијских дивизија | Број коњичких дивизија | Број брдских дивизија | Број оклопних дивизија | Укупан број дивизија | Број брдских бригада | Број јуришних батаљона | Укупан број особља |
| ------------------ | ------------------------------------------ | ---------------------- | --------------------- | ---------------------- | -------------------- | -------------------- | ---------------------- | ------------------ |
| Мађарска 1. армија | 6                                          | -                      | -                     | 1                      | 7                    | 2                    | 1                      | 150,000-180,000    |
| Румунска 4. армија | 13                                         | 3                      | 1                     | 1                      | 18                   | 3                    | -                      | 300,000+           |
| Укупно             | 19                                         | 3                      | 1                     | 2                      | 25                   | 5                    | 1                      | 450,000-480,000    |

## Поново заузета територија
У току операције Црвена армија је ослободила Виницу, Волињ, Житомир, Кијев, Кировоград, Ровењ, Хмељницки и делове Полтавске области, као и Молдавске ССР.

## Савремени поглед
Током Хладног рата операција није била широко призната због значајне стратешке победе каква је заиста била у западној историји. Након завршетка Другог светског рата, неки од команданата који су учествовали били су осрамоћени, а Стаљин је у великој мери елиминисао већину референци о операцији. Такође, под утицајем немачке историографије и биографија, западни историчари су се до краја Хладног рата фокусирали на немачке успехе у извлачењу 1. оклопне армије уместо на саме совјетске операције које су ослободиле већи део Украјине.